# Jean-Claude Bernardet
Jean-Claude Bernardet OMC (Charleroi, 2 de agosto de 1936 – São Paulo, 12 de julho de 2025) foi um teórico de cinema, crítico cinematográfico, cineasta, ator, roteirista e escritor belga, naturalizado brasileiro.

## Biografia
Nascido na Bélgica, de família francesa, Jean-Claude passou a infância em Paris, e veio para o Brasil com sua família aos 13 anos, naturalizando-se brasileiro em 1964. É diplomado pela École des Hautes Études en Sciences Sociales (Paris) e doutor em Artes pela ECA (Escola de Comunicações e Artes) da USP.
Interessou-se por cinema a partir do cineclubismo, e começou a escrever críticas no jornal O Estado de S. Paulo a convite de Paulo Emílio Salles Gomes. Tornou-se grande interlocutor do grupo de cineastas do Cinema novo, e especialmente de Glauber Rocha, que rompeu com ele a partir da publicação de Brasil em Tempo de Cinema (1967). Foi um dos criadores do curso de cinema da UnB, em Brasília, e deu aulas de História do Cinema Brasileiro na ECA, até se aposentar em 2004.
Além de sua importância como teórico, é também ficcionista, com quatro volumes publicados. Participou de vários filmes, como roteirista e assistente de direção, eventualmente como ator em pequenos papéis. Nos anos 1990 dirigiu dois ensaios poéticos de média-metragem: São Paulo, Sinfonia e Cacofonia (1994) e Sobre Anos 60 (1999).
Foi também inventor do brinquedo infantil Combina-cor, lançado pela Grow.
Morte
Jean-Claude Bernardet faleceu o Hospital Samaritano, em São Paulo, onde estava internado. Segundo informações preliminares, o cineasta teria sofrido um AVC.

## Livros publicados[9]

### Sobre cinema
- 2007: Jean-Claude Bernardet, uma Homenagem (ed. Imprensa Oficial SP; org. Maria Dora Mourão)
- 2004: Caminhos de Kiarostami (ed. Cia. das Letras)
- 2003: Cineastas e Imagens do Povo (edição ampliada, ed. Cia da Letras)
- 1995: Historiografia Clássica do Cinema Brasileiro (ed. Annablume)
- 1992: O Autor no Cinema (ed. Brasiliense)
- 1991: O Voo dos Anjos: estudo sobre o processo de criação na obra de Bressane e Sganzerla (ed. Brasiliense)
- 1988: Cinema e História do Brasil (ed. Contexto; em colaboração com Alcides Freire Ramos)
- 1987: São Paulo S.A.: o filme de Person (ed. Embrafilme)
- 1985: O Desafio do Cinema (ed. Jorge Zahar; em colaboração com Ismail Xavier e Miguel Pereira)
- 1985: Cineastas e Imagens do Povo (ed. Brasiliense)[10]
- 1983: O Nacional e o Popular na Cultura Brasileira: Cinema (ed. Brasiliense/ Embrafilme; em colaboração com Maria Rita Galvão)
- 1982: Terra Em Transe e os Herdeiros: Espaços e Poderes (ed. Com Arte, em colaboração com Teixeira Coelho)
- 1982: Piranhas no Mar de Rosas (ed. Studio Nobel)
- 1980: O Que é Cinema (ed. Brasiliense, Coleção Primeiros Passos)[11]
- 1980: Anos 70: Cinema (ed. Europa; em colaboração com José Carlos Avellar e Ronald Monteiro)
- 1979: Filmografia do Cinema Brasileiro, 1900-1935 (ed. O Estado de S. Paulo)
- 1978: Trajetória Crítica (ed. Polis)
- 1978: Cinema Brasileiro: Propostas para uma História (ed. Paz e Terra)
- 1967: Brasil em Tempo de Cinema (ed. Civilização Brasileira)

### Outros
- 2004: O Caso dos Irmãos Naves (roteiro, ed. Imprensa Oficial SP; em colaboração com Luís Sérgio Person)
- 1996: Céus Derretidos (ficção, Ateliê Editorial; em colaboração com Teixeira Coelho)
- 1996: A Doença, uma Experiência (ficção e memória, ed. Cia. das Letras)
- 1993: Os Histéricos (ficção, ed. Cia das Letras; em colaboração com Teixeira Coelho)
- 1990: Aquele Rapaz (ficção e memória, ed. Brasiliense)
- 1979: Guerra Camponesa no Contestado (história, ed. Global)

## Filmografia[12]
- 2016: A Destruição de Bernardet (ator; dir. Claudia Priscilla e Pedro Marques)
- 2015: Fome (ator; dir. Cristiano Burlan)[13]
- 2013: Periscópio (ator; dir. Kiko Goifman)
- 2011: Hoje (roteirista; dir. Tata Amaral)
- 2009: Filmefobia (ator; dir. Kiko Goifman)[14]
- 2000: Carrego Comigo (roteirista; dir. Chico Teixeira)
- 1999: Sobre Anos 60 (diretor)
- 1999: Através da Janela (co-roteirista com Fernando Bonassi e Tata Amaral)
- 1995: Um Céu de Estrelas (co-roteirista com Roberto Moreira; dir. Tata Amaral)
- 1994: São Paulo, Sinfonia e Cacofonia (diretor)
- 1989: Die Farben der Vögel (ator; produção alemã; dir. Herbert Brödl)
- 1981: P.S., Post Scriptum (ator; dir. Romain Lesage)
- 1977: Ladrões de Cinema (ator; dir. Fernando Cony Campos)
- 1974: A Noite do Espantalho (co-roteirista com Maurice Capovilla, Sérgio Ricardo e Nilson Barbosa)
- 1972: A Cia. Cinematográfica Vera Cruz (co-diretor e co-roteirista com João Batista de Andrade)
- 1971: Eterna Esperança (co-diretor com João Batista de Andrade e roteirista)
- 1970: Paulicéia Fantástica (co-diretor com João Batista de Andrade e roteirista)
- 1970: Gamal, o Delírio do Sexo (assistente de direção e de montagem; dir. João Batista de Andrade)
- 1968: Brasilia: Contradições de uma Cidade Nova (roteirista, com Joaquim Pedro de Andrade)
- 1967: O Caso dos Irmãos Naves (roteirista, com Luís Sérgio Person)